# Mobilité sociale
Pour les articles homonymes, voir Mobilité, Ascension et Promotion.
La mobilité sociale concerne les changements de statut social des individus ou des groupes sociaux au cours du temps, ainsi que les différences entre le statut social des parents et celui de leurs enfants.
En sociologie, c'est un concept pour l'analyse dynamique la structure sociale. La mobilité sociale est souvent  associée à l'ascension sociale ou promotion sociale, ou de la possibilité d'ascension sociale, par opposition à la reproduction sociale, et répondant aux questions d'inégalités, de redistribution des revenus et du patrimoine. Néanmoins la mobilité sociale peut être descendante et entraîner le déclassement. En politique, le concept de mobilité sociale est un des fondements du clivage entre droite et gauche et des différentes formes d'individualisme ; il est à la base du rêve américain. Il sous-tend les expressions telles que l'« exclusion sociale », la « fracture sociale », l’« ascenseur social », la « société bloquée », la « trajectoire professionnelle », le « plafond de verre » ou même la qualification de « nouveau riche », de « transfuge de classe » et de « parvenu » ou le proverbe « tel père, tel fils ».

## Définition
La mobilité sociale :
- peut s'appliquer à différentes « populations » : au niveau individuel, au niveau du ménage ou au niveau du groupe social ;
- suppose l'existence d'une segmentation ou stratification sociale ;
- peut être intragénérationnelle ou intergénérationnelle.

### Mobilité sociale des individus, des ménages et au sein de groupes
Au niveau individuel, la mobilité sociale concerne soit le changement ou l'ensemble des changements de statut social des individus (personnes) au cours du temps, soit la différence entre le statut social des individus et celui de leurs parents ou enfants. C'est aussi le degré auquel ces changements ont lieu.
Appliqué au niveau du ménage, le concept de mobilité sociale est utilisé le plus souvent pour l'étude des changements dans le revenu des ménages individuels au cours du temps.
Au niveau du groupe social, la mobilité sociale est l'ensemble des changements de statut social des membres d'un, plusieurs ou de l'ensemble des groupes sociaux au cours du temps ou le degré auquel ces changements ont lieu. Examinant l'ensemble des changements affectant chacun les membres des groupes sociaux, l'étude de la mobilité sociale se distingue des autres études de l'évolution des groupes sociaux. Par exemple, l'étude de la mobilité des salaires étudiera et synthétisera les changements dans le salaire de chaque salarié et non la simple variation du salaire moyen ou les changements dans la distribution des salaires.

### Segmentation ou stratification sociale sous-jacente
La mobilité sociale présuppose l'existence d'une segmentation sociale qui peut être une stratification sociale (éventuellement sans hiérarchie claire) ou même une classification sociale.
Quand on parle de mobilité sociale, il faut donc clarifier la segmentation sociale sous-jacente. La mobilité sociale peut ainsi largement différer selon qu'on considère des catégories socio-professionnelles, des statuts dans l'emploi, des quantiles de revenus, des quantiles de richesse, ou de simples partitions « pauvres – non-pauvres », des groupes définis par leur niveau d'éducation formelle, des classes sociales au sens marxiste ou toute autre segmentation ou classification sociale.
Le degré de mobilité sociale dépend de la construction et du détail de la segmentation sociale utilisée. Un individu qui passerait progressivement de salarié au salaire minimum à président-directeur général salarié ne connaîtra aucune mobilité sociale si la segmentation sociale utilisée n'inclut qu'une catégorie « Salariés ». Plus la segmentation ou classification utilisée est détaillée, plus la mobilité apparaîtra importante.

### Mobilité intragénérationnelle et mobilité intergénérationnelle
On distingue deux types de mobilités sociales selon qu'elles concernent une seule génération ou des générations successives.
- La mobilité intragénérationnelle (aussi appelée, mais plus rarement mobilité sociale biographique ou mobilité biographique[1]) concerne les changements de statut social d'un individu au cours du temps (ensemble de sa vie, période particulière) ou d'un ensemble d'individus pour une même génération. Par exemple, si la segmentation sociale considérée ne concerne que l'emploi, on parlera de trajectoires professionnelles ou de carrières.

- La mobilité intergénérationnelle concerne le degré de différence entre le statut social des parents et celui de leurs enfants.

Elle peut être vue dans une optique de « destinée » : que sont devenus les enfants d'agriculteurs ? Combien sont eux-mêmes agriculteurs (ou agricultrices) ? Combien sont cadres supérieurs ? La fille d'ouvrier est-elle « condamnée » à rester ouvrière ? L'éducation, la richesse, se transmettent-elles de parents à enfants… ?
La mobilité intergénérationnelle peut aussi être vue dans l'optique « origine » : que faisaient les parents des agriculteurs et agricultrices d’aujourd’hui ? Combien de cadres sont fils ou filles de cadres ? Combien sont fils ou filles d’ouvriers ?
Les deux optiques sont à la fois différentes et complémentaires. Par exemple, en France en 2003, 22 % des fils d’agriculteurs étaient agriculteurs (optique « destinée ») ; beaucoup plus (37,3 %) étaient ouvriers ; peu (9,2 %) étaient cadres ou de profession intellectuelle supérieure, moins encore (6,3 %) artisans, commerçants ou chefs d’entreprise. Par contre la majorité des parents d’agriculteurs (88,4 %) étaient eux-mêmes agriculteurs ; presque aucun (0,7 %) cadres ou de profession intellectuelle supérieure, ou (0,7 %) artisans, commerçants ou chefs d’entreprise. Pour les agriculteurs français, on peut ainsi dire « tel fils, tel père », mais non « tel père tel fils ».
De même, en 2003, plus de la moitié (52,5 % ) des fils de cadres étaient cadres ; très peu (8,8 %) étaient ouvriers et presque aucun (0,3 %) agriculteurs. Par contre, moins d’un quart des cadres (23,5 %) étaient fils de cadre et presque autant (23,1 %) étaient fils d’ouvriers, 11,6 % étant fils d’agriculteurs. Si les cadres tendent à transmettre leur statut à leurs fils, être cadre ne signifie pas être « fils-à-papa ».
La mobilité sociale intergénérationnelle peut être vue en termes d’héritage ou même d’hérédité. Si la distinction entre hérédité génétique et hérédité sociale reste valide dans les domaines de la biologie et de la santé (maladies génétiques), elle a été fortement discréditée dans les autres domaines sociaux (si on peut être docteur de père en fils, on n’est pas génétiquement docteur de père en fils) et reste très contestée dans certains domaines (quotient intellectuel). En raison de ses connotations idéologiques, le terme « hérédité sociale » est de moins en moins utilisé.
En dehors des études sur la mobilité du niveau d'éducation, la plupart des études de mobilité sociale intergénérationnelle dans les sociétés modernes contemporaines concernent les relations entre le statut social des hommes et celui de leurs fils (ou des hommes et de leurs pères). La justification usuelle en est que (1) l’influence indépendante du statut social de la mère sur ses fils (indépendamment de celui du père) y est en général beaucoup moins déterminante et (2) que les relations entre le statut social des parents et celui de leurs filles est beaucoup plus complexe. En effet, plus encore que celui des hommes, le statut social des femmes — notamment professionnel — reste encore plus dépendant de leur statut matrimonial, du statut de leur compagnon ou mari, et de la naissance d’enfants. Par contre, le statut éducationnel de la mère sur celui de ses enfants peut être plus important que celui du père, notamment dans les pays en développement.
On peut étendre le concept de mobilité intergénérationnelle à la transmission du statut social des beaux-parents. Il n’est pas rare, par exemple, que le beau-fils d’un entrepreneur reprenne l’affaire de son beau-père. Plus généralement, en France, les deux tiers des indépendants en activité ont un père ou un beau-père indépendant. Avoir une belle-mère indépendante accroît également la probabilité d’avoir le statut d’indépendant.

## Types de mobilité sociale (principaux domaines sociaux concernés)

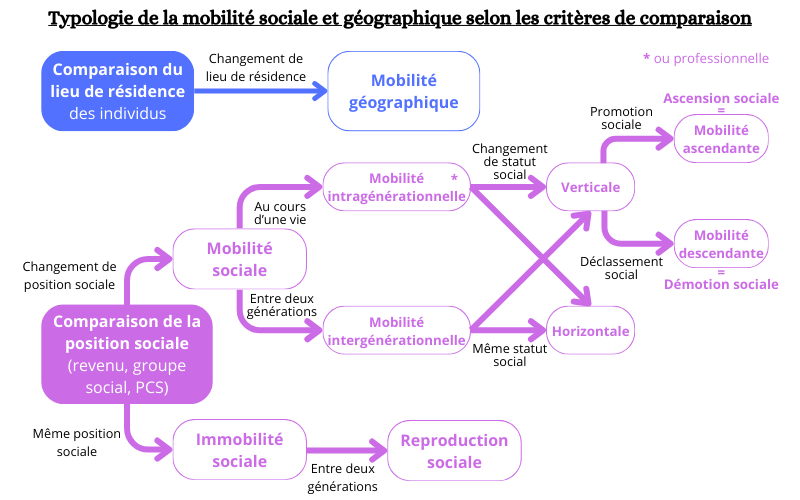
Schéma illustrant les différents types de mobilité sociale en sociologie.

La mobilité sociale peut s’appliquer à n’importe quel domaine social qui permet une stratification des individus en groupes de statuts sociaux différents. Les domaines les plus souvent concernés sont :
- les caractéristiques de l’emploi : inclusion ou exclusion dans la population active, statut dans l’emploi (par ex., salarié ou indépendant), secteur d’activité (agriculture, élevage, pêche, industrie, commerce, etc.), profession et/ou type de métier, position dans la hiérarchie de l’entreprise, qualifications associées, ou combinaisons diverses des caractéristiques liées à l’emploi comme, en France, les Professions et catégories socioprofessionnelles (PCS) – anciennement catégories socioprofessionnelles (CSP) ;

- le revenu individuel (salaire brut ou net pour les salariés) ou le revenu du ménage ;

- le patrimoine ou la richesse des individus au cours du temps ou la situation comparée des parents et des enfants ;

- pour la mobilité intergénérationnelle, le niveau d’éducation formelle (le passage des individus d’un niveau scolaire à l’autre est rarement considéré comme une mobilité sociale intragénérationnelle) ;

- les divisions héréditaires de certaines sociétés : noblesse, castes, distinction entre ruraux et urbains en République populaire de Chine (système du huji), burakumin et hinin au Japon, etc. ;

- le prestige, beaucoup plus difficile à traduire en termes opérationnels.

On peut trouver, mais beaucoup plus rarement, le terme « mobilité sociale » appliqué à d’autres domaines sociaux. Par exemple :
- la transmission des valeurs, attitudes, opinions politiques, croyances et religions des parents aux enfants, ou l'évolution de ces valeurs, opinions et croyances au cours de la vie des individus - mais on s'éloigne là du concept de changement de statut social : si la transmission de l’intérêt (ou du désintérêt) pour les études et des attitudes des parents à leurs enfants peut être un facteur explicatif de la transmission du niveau d’éducation, il parait abusif de la qualifier de mobilité sociale ;
- l’étude de la probabilité pour quelqu’un d’être emprisonné selon que l’un de ses parents (ou les deux) l’a été, ou de divorcer quand ses parents ont ou non divorcé, etc.

Le plus souvent, les notions de « statut social » et de « mouvement dans une hiérarchie sociale » deviennent alors ténues ou disparaissent, et l’utilisation du concept de mobilité sociale semble inapproprié.
Enfin, en raison de la nature des données disponibles, il est également possible d’étudier les relations entre un statut social parental et un statut social différent pour les enfants. Par exemple, Blanden et Machin ont montré — sans surprise — que plus le groupe de revenu des parents était élevé, plus grand était l’accès des enfants aux diplômes d’études supérieures au Royaume-Uni. Là aussi, on peut se demander si l’utilisation du terme « mobilité sociale » est approprié.

### Mobilité de l’emploi (mobilité professionnelle)
La mobilité professionnelle étudie les changements de situation dans l'emploi entre deux dates ou deux périodes pour les mêmes individus ou les différences et similarités de situation dans l'emploi entre les individus et leurs parents ou enfants.
Différentes populations peuvent être concernées ; celles-ci peuvent :
- inclure la totalité de la population en âge de travailler (par exemple de 15  à   64 ans) dans au moins une des deux périodes, ou
- se limiter à la population active dans une ou aux deux périodes, ou
- ne concerner que la population active occupée (excluant les chômeurs) dans une ou dans les deux périodes, etc.

La mobilité professionnelle peut ainsi différer notablement selon le choix de population étudiée.
La mobilité professionnelle peut recouvrir différents types de changements de catégorie professionnelle :
- (1) sans que l'individu ne change d'établissement
- (2) avec changement d'établissement au sein de la même entreprise
- (3) avec passage d'une entreprise à l'autre (mobilité d'entreprise)

Elle peut aussi recouvrir, sans qu'il y ait changement de statut professionnel :
- (4) les changements d'établissement au sein d'une même entreprise et
- (5) les passages d'une entreprise à l'autre.

Elle peut aussi recouvrir les passages de l'emploi au chômage et du chômage à l'emploi et, plus généralement, les trajectoires des personnes employées et des chômeurs.

### Mobilité économique (mobilité des revenus)
La mobilité économique concerne le changement de statut économique. Si ce statut ne prend en compte que le niveau de revenu, le degré de mobilité économique intragénérationnelle pourra être mesuré par les mouvements des individus ou des ménages entre quantiles (déciles, quartiles, etc.) de revenu. Dans ce cas, les analystes préfèrent souvent utiliser le revenu disponible brut à prix constants pour les individus, et le revenu disponible brut à prix constants par adulte-équivalent pour les ménages, qui reflètent mieux le niveau de vie.
Dans certaines sociétés, on peut trouver à la fois une forte mobilité économique et une faible mobilité sociale, cette dernière étant définie en termes de caste ou de classe. Dans le Japon féodal ou dans la Chine ancienne, les marchands riches occupaient une des places les plus basses de la société - au moins en théorie. De même, un noble ruiné sous l'Ancien Régime avait un rang social plus élevé (noblesse) que celui d'un marchand (Tiers-État).

### Interactions entre mobilité de l’emploi et mobilité économique
La mobilité intragénérationnelle de l’emploi interagit de plusieurs façons avec le niveau de revenu. Par exemple, face à une stagnation ou une baisse de ses revenus, le développeur de photo transformera son échoppe en boutique de téléphonie, et le salarié (par exemple, le vendeur rémunéré par des primes) cherchera un meilleur employeur. Si les revenus de l’indépendant ou du salarié augmentent plus vite que la moyenne, il/elle tendra à garder son emploi. Inversement, l’indépendant et le salarié tendront à saisir l’opportunité d’un revenu ou d’un salaire plus élevé en changeant d’activité ou d’employeur. Enfin, une promotion au sein d’une entreprise ou d’un groupe d’entreprises aura souvent pour résultat à la fois une hausse de salaire et le transfert à un autre établissement de l’entreprise ou à une autre entreprise du groupe. Il s’agit là de mobilité volontaire dans l’emploi. Inversement, une mobilité involontaire sera souvent associée à une baisse ou une moindre progression des revenus.

### Mobilité de l’emploi et mobilité économique dans certaines périodes de la vie
Deux périodes présentent un intérêt particulier pour la mobilité sociale intragénérationnelle : l'insertion des jeunes dans le marché du travail et le passage de la vie active à la retraite.

#### L'insertion des jeunes ou la transition des études à la vie active
Dans une étude publiée en octobre 2023, le Céreq analyse à partir de l'enquête Génération menée sur 25 000 jeunes, les effets de l’origine sociale sur les parcours scolaires et trajectoires d’insertion au cours des trois premières années de vie active. Il en ressort que le niveau et le type de diplôme atteint, la rapidité d’insertion dans l’emploi, les caractéristiques de l’emploi occupé diffèrent encore nettement selon le milieu social dans lequel on a grandi. À l’issue des parcours scolaires, les écarts en matière de diplômes atteints sont conséquents : si 55 % des enfants de deux parents cadres deviennent diplômé·es de l’enseignement supérieur long, c’est le cas de seulement de 11 % des enfants issus de famille à dominante ouvrière. Également et toujours selon l'étude publiée en octobre 2023, après trois ans sur le marché du travail, toutes choses égales par ailleurs, et notamment à diplôme et domaine de formation identiques, une personne issue d’une famille de cadres a 50 % de chances de plus d’être cadre qu’un enfant d’origine employée tandis qu’un·e jeune d’origine ouvrière en a 20 % de moins.
De nombreuses études ont examiné le gain en salaire associé à un changement d’emploi, spécialement parmi les jeunes. Aux États-Unis, un changement d’emploi « direct » — et probablement volontaire — parmi les hommes jeunes était accompagné, en moyenne, d’une « prime » variant de 8-11 %, 10 % à 20 %. Au Danemark, la « prime » a été estimée entre 2,5 et 8 %. Par contre, un changement d’emploi « indirect » — probablement involontaire — via une période de chômage entraînait une « pénalité » de salaire de 6 % pour les salariés britanniques.

### Mobilité du niveau d’éducation
Le terme « mobilisation sociale » n’est pas utilisé pour décrire la progression des élèves et étudiants dans les établissements d’enseignement, celle des apprentis ou les bénéficiaires de la formation continue. Il ne concerne presque exclusivement que la mobilité intergénérationnelle.
Il est relativement simple de mesurer le niveau d’éducation des parents quand l’enfant a toujours vécu dans une famille monoparentale. Dans les cas de deux parents, ou de divers types de familles recomposées, plusieurs possibilités sont ouvertes — par exemple de prendre le niveau d’étude le plus élevé des parents ou d’examiner toutes les relations entre le niveau d’éducation de l’enfant et les niveaux de chaque parent.

### Mobilité du patrimoine
On trouve beaucoup moins d’études quantitatives sur la mobilité du patrimoine ou de la richesse en raison des problèmes d’obtention des données, surtout pour l’étude la mobilité intergénérationnelle, souvent restreinte à l’étude de la transmission des héritages.
Par exemple, Jérôme Bourdieu et al. ont examiné la mobilité intergénérationnelle du patrimoine en France au XIXe et au début du XXe siècle, en se restreignant à la population qui laisse une succession d’une génération à l’autre. Ils ont montré que cette mobilité est proche de la mobilité en termes de revenus, estimée dans les années récentes. Cependant, la mobilité a diminué pendant la Belle Époque (1895-1913) avant d’augmenter après la Première Guerre mondiale. En outre, les mécanismes de reproduction sociale se sont renforcés au sein des petites fortunes, sans doute liés à la transmission du capital éducatif, alors que dans le haut de la distribution, les richesses se sont érodées après la Première Guerre mondiale, sous l’action conjointe de la guerre, de l’inflation et de la fiscalité.

### Mobilité géographique ou mobilité spatiale
La mobilité géographique (ou mobilité spatiale) peut concerner le changement d'un lieu de résidence à un autre (mobilité résidentielle) ou d'un lieu de travail à un autre (mobilité dans l'emploi). La mobilité géographique, qu'elle soit résidentielle ou de travail, n'est pas en soi un type de mobilité sociale, mais elle y est souvent associée. La migration d'un pays à l'autre (migration externe), d'une région à l'autre, de la campagne à la ville et inversement (migration interne) est en effet souvent accompagnée d'un changement de statut social (profession, revenu, etc.). De même, une mobilité résidentielle non migratoire (dans une même ville ou commune) peut être associée — mais moins souvent — à une mobilité sociale. Certains analystes expliquent, au moins en partie, le niveau de mobilité sociale par le degré de mobilité spatiale.
Certains types de mobilités géographiques peuvent cependant être considérées comme des mobilités sociales comme dans le cas du jeune qui reste chez ses parents après son mariage (son : l'immobilité spatiale le fait passer du statut de célibataire à « marié vivant chez ses parents », le conjoint devenant « marié vivant chez ses beaux-parents ») ou de la personne âgée qui entre dans une maison de retraite ou un établissement de soins.
Les relations entre mobilité sociale et mobilité spatiale dépendent du découpage géographique utilisé (ou de la distance entre lieu d'origine et lieu d'arrivée)

## Outils d'analyse de la mobilité sociale
- En analysant la mobilité intergénérationnelle, on peut parler de mobilité ascendante (d'« ascenseur social ») quand une progression dans l'espace social désignée par la segmentation est assurée pour la génération suivante (par exemple, un fils d'ouvrier devient cadre). En revanche, on parle de mobilité descendante quand une régression dans l'idée de hiérarchie sociale s'effectue d'une génération à la suivante (par exemple, un fils de cadre devient employé). La mobilité descendante a été également appelée démotion sociale et plus couramment déclassement.
- La mobilité horizontale : Elle correspond au fait de pouvoir changer de secteur professionnel sans changer de place dans la hiérarchie sociale.
- La contre mobilité (aussi appelée viscosité sociale) : Cette contre mobilité est l'effet de rapprochement vers le mode de vie de la génération précédente.
- Par convention : La mobilité sociale totale (brute) se compose de la mobilité nette et de la mobilité structurelle (liée à l'évolution de la structure sociale).

### Outils d'analyse statistiques
- Une méthode simple de mesurer le degré de mobilité sociale est de calculer des matrices de transition entre périodes successives ou entre statut des parents et statut des enfants. Les tables de destinées comparent la répartition des individus suivant les différents modes de vie. L'effet de lignée est le caractère relevé par la diagonale de la table.

La mobilité sociale peut être présentée de façon prospective (« quelle situation en 2009 pour les enfants de ceux qui étaient ouvriers en 1969 ? » ou « que sont devenus en 2009 ceux qui étaient ouvriers en 1999 ? ») ou rétrospective (« que faisaient en 1969 les parents des ouvriers de 2009 ? » ou « que faisaient les ouvriers de 2009 en 1999 ? »). Les deux optiques peuvent donner des images très différentes et le choix entre les deux peut résulter de l'idéologie de l'analyste.
Les études de mobilité intergénérationnelle de l’emploi et/ou des revenus essaient de comparer la situation sociale des individus avec la situation « globale » ou « moyenne » de leurs parents. Il serait en effet erroné de considérer la situation des parents « en fin de carrière ». Dans une société qui connaît une certaine mobilité intragénérationnelle verticale, cette situation est souvent la meilleure qu’aient connue les parents. En comparaison, les enfants, surtout s’ils sont jeunes, apparaîtraient ainsi défavorisés par rapport à leurs parents. En comparant les enfants avec celui des deux parents ayant le statut social le plus élevé donnerait une image encore plus négative. L’analyste sérieux corrigera cette illusion d’optique statistique, par exemple en comparant le statut social des enfants à celui de leurs parents au même âge, ou en comparant les femmes et leurs mères et les hommes à leur père au même âge ou en créant un indicateur global de statut social des parents.
Pour mesurer le degré de mobilité des revenus, on peut aussi calculer le coefficient de corrélation entre le revenu des enfants et celui de leurs parents, si possible au même âge ou sous forme de revenu permanent. Un coefficient nul indiquerait l’absence de toute relation entre revenus des parents et revenus des enfants, donc une mobilité intergénérationnelle parfaite. Un coefficient égal à un indiquerait une complète immobilité intergénérationnelle : le revenu des enfants serait exactement proportionnel à celui des parents. La méthode pose cependant divers problèmes économétriques.
On obtient des résultats différents selon les variables comparées : 
- pour les enfants :
  - revenus du travail,
  - revenu total du ménage,
  - revenu du ménage par tête, par unité de consommation ;
- pour les parents :
  - revenus du travail du chef de ménage,
  - revenus du travail des parents,
  - revenu total du ménage des parents,
  - revenu par tête ou par unité de consommation du ménage des parents.

Par exemple, dans les pays de l’OCDE, le degré de persistance des revenus des ménages entre générations est plus fort que celui mesuré en termes de revenus individuels.
En dépit des problèmes de comparabilité, il apparaît que la mobilité entre générations en termes de revenus varie de manière significative d’un pays à l’autre. Parmi les pays de l’OCDE pour lesquels des données sont disponibles, elle est relativement faible aux États-Unis, au Royaume-Uni et en Italie, suivis par la France. Elle est plus importante dans les pays nordiques (Danemark, Norvège, Finlande), en Australie et au Canada, l'Espagne, l'Allemagne et la Suède occupant une position moyenne. Dans beaucoup de pays, la mobilité intergénérationnelle des revenus est plus faible dans les strates à bas revenus et à hauts revenus que pour les « classes moyennes ».
Les études quantitatives de mobilité sociale doivent faire face à une série de difficultés souvent sous-estimées :
- le flou des catégories utilisées (qu'est-ce qu'un « cadre » ? qu'est-ce qu'un cadre supérieur ?, etc.) ;
- l'évolution de la signification sociologique des catégories utilisées au cours du temps[20]. Être « smicard » en 2009 est très différent d'être « smicard » en 1979 ?
- la méthode de classement des individus, le degré auquel ce classement repose sur l'enquêteur, le chercheur et/ou sur l'auto-classification des individus eux-mêmes.

## Facteurs de mobilité sociale
Dans les pays occidentaux, l'éducation est l'un des principaux moyens de s'élever socialement.

## Enjeux de la mobilité sociale
Ce concept permet de mesurer l'effet de lignée, c'est-à-dire la reproduction sociale de mode de vie d'un groupe d'individus. Comme tout effet dû à une segmentation, il peut être la conséquence de la sélection de la classe sociale analysée (certaines sont plus ou moins pertinentes), mais montre clairement l'influence de la famille sur l'individu ou le groupe. La segmentation ne prend pas en compte l'idée que se fait l'individu de sa progression ou de sa régression (qui est une notion subjective), par conséquent la notion de mobilité sociale doit être prise dans un sens purement technique sous peine de créer un concept non objectif.

## La mobilité sociale en France
L'enquête FQP fournie par l'INSEE est souvent prise en référence pour calculer la mobilité sociale en France. Elle recueille des données issues de 1977, 1993 et 2003. Globalement, la mobilité sociale française est plutôt faible d'après l'interprétation de ces chiffres et les inégalités sociales perdurent.
D'après les calculs de l'OCDE, il faudrait, en 2024, 6 générations pour qu'un descendant d'une famille pauvre de France, tout en bas de l'échelle des revenus, se hisse au niveau du revenu moyen du pays. Un des plus mauvais résultats des grands pays développés.